# Liste der Naturdenkmale in Aulendorf
| Naturdenkmale | Anzahl |
| ------------- | ------ |
| FND           | 7      |
| END           | 1      |
| Gesamt        | 8      |

Die Liste der Naturdenkmale in Aulendorf nennt die verordneten Naturdenkmale (ND) der im baden-württembergischen Landkreis Ravensburg liegenden Stadt Aulendorf. In Aulendorf gibt es insgesamt 8 als Naturdenkmal geschützte Objekte, davon 7 flächenhafte Naturdenkmale (FND) und 1 Einzelgebilde-Naturdenkmal (END).
Stand: 31. Oktober 2016.

## Flächenhafte Naturdenkmale (FND)
| Name                                           | Bild | Kennung     | Einzelheiten | Position | Fläche Hektar | Datum         |
| ---------------------------------------------- | ---- | ----------- | ------------ | -------- | ------------- | ------------- |
| Feuchtgebiet nördl. Bärenweiler                | BW   | 84360081009 | Aulendorf    | ⊙        | 0,8           | 13. Sep. 1990 |
| See nördl. Dobelhäusle                         | BW   | 84360081005 | Aulendorf    | ⊙        | 0,6           | 13. Sep. 1990 |
| See südlich Tiergarten                         | BW   | 84360081003 | Aulendorf    | ⊙        | 0,1           | 13. Sep. 1990 |
| Tümpel südl. Unterrauhen                       | BW   | 84360081004 | Aulendorf    | ⊙        | 0,0           | 13. Sep. 1990 |
| Weiher bei Neuhaus                             | BW   | 84360081041 | Aulendorf    | ⊙        | 2,1           | 13. Sep. 1990 |
| Weiher östl. Unterrauhen                       | BW   | 84360081037 | Aulendorf    | ⊙        | 0,5           | 13. Sep. 1990 |
| 2 Baumgruppen mit 4 Linden, 1 Fichte, 2 Tannen | BW   | 84360080201 | Aulendorf    | ⊙        | 0,0           | 2. Apr. 1969  |
| Legende für Naturdenkmal                       |      |             |              |          |               |               |

## Einzelgebilde (END)
| Name                                 | Bild | Kennung     | Einzelheiten | Position | Fläche Hektar | Datum         |
| ------------------------------------ | ---- | ----------- | ------------ | -------- | ------------- | ------------- |
| Esche (vierstämmig) Gewann „Scheibe“ | BW   | 84360080202 | Aulendorf    | ⊙        | 0,0           | 12. Aug. 1970 |
| Legende für Naturdenkmal             |      |             |              |          |               |               |